# Jive Records
Jive Records (prononcé : [dʒaɪv]), également stylisé JIVE, est un label discographique américain, anciennement basé à New York, dans l'État de New York, actif entre 1977 et 2011. Le label est fondé par Clive Calder, appartient à Sony Music Entertainment et fait partie du Zomba Label Group. Le label produit des artistes de grands succès tels que Britney Spears ou Justin Timberlake.
Le 7 octobre 2011, la fermeture de Jive, en parallèle à celle d'Arista et J Records, est annoncée. Les artistes de ces labels intègrent automatiquement RCA Records[réf. souhaitée].

## Histoire
En 1971, les musiciens sud-africains Clive Calder et Ralph Simon lancent leur société de management et de publication. Elle est initialement appelée Zomba Records et relocalisée à Londres, en Angleterre, quatre ans plus tard ; leur premier client est un jeune Robert « Mutt » Lange. Zomba évite à l'origine tout contact avec les labels discographiques, préférant plutôt se consacrer aux auteurs-compositeurs et aux producteurs et permettant à d'autres labels de publier leurs albums. Plus tard dans la décennie, la société ouvre ses locaux aux États-Unis, où Calder se lance dans une collaboration avec Clive Davis, dont le label Arista Records commençait à publier ses albums par les artistes de Zomba. En 1981, Zomba forme JIVE Records, dont les opérations commencent à la publication d'artistes dance et pop britanniques comme Q-Feel, A Flock of Seagulls, et Tight Fit. Son nom s'inspire du genre JIVE (Jaiva), un genre musical originaire d'Afrique du Sud.
En 1982, Calder est présenté à Barry Weiss, un jeune étudiant qui emmenait Calder dans des soirées hip-hop à New York pour des entretiens avec Zomba. Il est immédiatement intéressé : ensemble, ils commencent à recruter des musiciens qui deviendront membres du groupe Whodini. Deux jours plus tard, le groupe enregistre et publie son single à succès Magic's Wand. Tandis que le groupe quitte JIVE, son succès permet au label de se consacrer au hip-hop dans les années 1980. En 1987, JIVE met un terme à son partenariat de distribution avec Arista. Le label signe ensuite avec RCA Records, et continue à recruter des groupes de hip-hop comme DJ Jazzy Jeff and The Fresh Prince, The Skinny Boys, Too $hort et Schoolly D. Au début des années 1990, JIVE devient l'un des premiers labels de hip-hop avec le succès de D-Nice, E-40, A Tribe Called Quest, KRS-One/Boogie Down Productions, R. Kelly et brièvement Aaliyah.
À la fin des années 1990, JIVE commence à recruter les groupes et musiciens pop Backstreet Boys, NSYNC, et Britney Spears. Ces trois-là parviennent à se populariser à l'aube des années 2000. En 1991, Barry Weiss devient CEO et président de JIVE Records. Après deux décennies de service, il quitte JIVE en mars 2011 pour Universal Music Group. La société se réorganise par la suite avec certains artistes qui partent pour Epic Records, et d'autres qui restent à JIVE après avoir été acquise par RCA Music Group,. En avril 2011, il est annoncé que Jay-Z aurait contacté les exécutifs de JIVE pour acquérir le label indépendant Block Starz Music,. Le 7 octobre 2011, la fermeture de Jive, en parallèle à celle d'Arista et J Records, est annoncée. Les artistes de ces labels intègrent automatiquement RCA Records,.
JIVE Records reste actif en France sous le nom de JIVE Epic.

## Groupes et artistes
Groupes et artistes notables anciennement signés au label (2010) : 
- Althey and the Lights
- Anthony Hamilton[1]
- Apocalyptica[1]
- Bowling for Soup
- Britney Spears
- Bullet for My Valentine[1]
- Cage the Elephant[1]
- Camélia Jordana
- Charlie Wilson[1]
- Chris Brown[1]
- Chipmunk[1]
- Gs Boyz[1]
- Hot Chelle Rae[1]
- Les Innocents
- Jacob Latimore/
- Jordin Sparks[1]
- Justin Timberlake[1]
- Kris Allen[1]
- Kenza Farah
- Lil Mama
- Miguel[1]
- Natasha
- Nick Carter
- Nick Lachey
- OutKast[1] (LaFace Records)
- P!nk[1] (LaFace Records)
- R. Kelly[1]
- Raheem DeVaughn[1]
- Shency[1]
- Steve Estatof
- T-Pain[1]
- Three Days Grace[1]
- UGK